# 米查·巴舒亞伊
米奇·巴舒亞伊-阿通加（法語：Michy Batshuayi-Atunga；1993年10月2日—），是一名剛果民主共和國裔比利時職業足球員，司職前鋒，曾效力標準列治與馬賽，現效力于德甲球隊法蘭克福。比利時國家足球隊成員。
自2015年起，巴楚瓦伊召入比利時成人國家隊，並入選2016年歐洲國家盃及2018年世界盃比利時23人名單內。

## 俱樂部生涯
巴舒亞伊出生於比利時首都布魯塞爾。青年隊時期，巴舒亞伊曾待在埃韋勒、斯哈爾貝克、布魯塞爾、安德萊赫特、標準列治。

### 標準列治
巴舒亞伊在青年隊時期便在標準列治效力，在2011年後成為職業球員。他於2011年2月20日對根特最後7分鐘時替換弗兰克·贝里尔，首次在職業隊上場，該場比賽標準列治以1-4遭根特擊敗。6天後於主場莫里斯·迪弗拉纳体育场，巴舒亞伊在最後2分鐘時替換阿洛伊斯·農上場，這是巴舒亞伊在2010–11年比甲賽季最後一次上場，該場比賽標準列治最後以3-0擊敗梅赫倫。
2011年7月21日，巴舒亞伊作為替補球員參與2011年比利時超級盃，但最後沒有上場，該場比賽標準列治最後以0-1不敵根特。12月15日於2011/12賽季歐洲聯賽分組賽期間，巴舒亞伊踢進職業生涯第一顆進球，該場比賽標準列治以1-0擊敗哥本哈根，標準列治也以小組第一進入淘汰賽。12月21日，巴舒亞伊在2011–12年比利時盃半準決賽首回合對利亞斯期間，於上半場踢進兩顆球，助球隊以2-1取勝。但是在第二回合標準列治以2-4不敵利亞斯，最後以總球數4-5失去晉級資格。巴舒亞伊在聯賽首顆進球日期在2012年1月14日，該場比賽標準列治於主場以6-1大勝比斯查，然而在4月22日對根特期間，巴舒亞伊一腳踩在傑羅恩·西梅斯，當場被判紅牌出場，比利時足球協會事後判巴舒亞伊禁賽四場。
2012年9月25日於2012–13年比利時盃對梅斯干時，巴舒亞伊因在上半場肘擊本傑明·德拉科特，第二次在聯賽被判紅牌出場，事後加罰禁賽二場與罰金200歐元。一個月後，巴舒亞伊接受採訪時坦承他因停賽而感到挫折。巴舒亞伊在本季最後出賽26場，進12球，其中2進球包括2013年5月19日於主場以4-3大勝洛克倫。
2013–14年比甲賽季期間，巴舒亞伊出賽34場，進21球，在聯賽進球榜贏得第二名，位在哈姆迪·哈尔巴奥之後，並在9月15日對奧斯坦德時上演帽子戲法，助球隊以4-2獲勝。巴舒亞伊隨後獲得比甲乌靴奖球季最佳非洲裔球員，排在哈尔巴奥之前。

### 馬賽

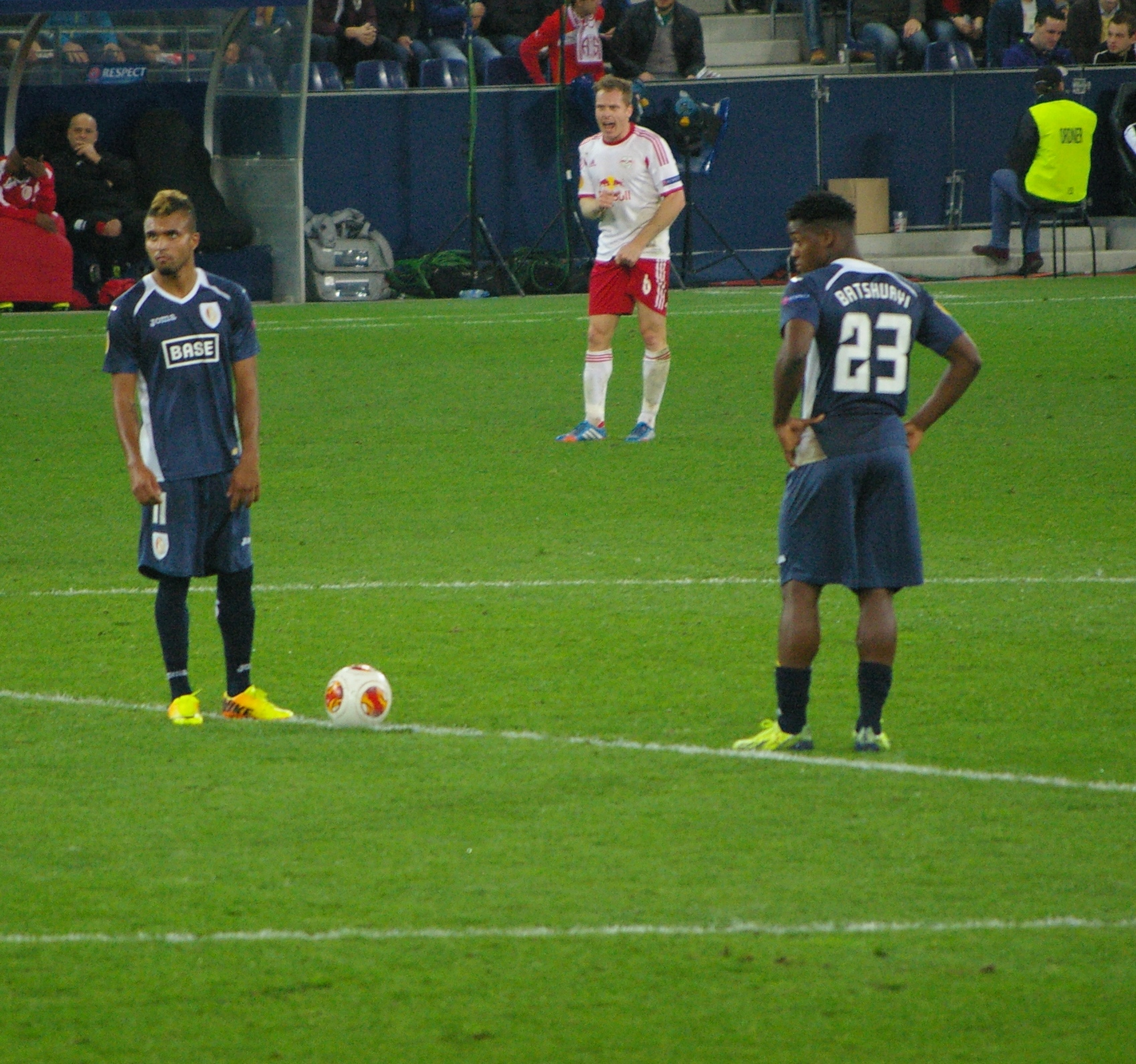
巴舒亞伊與弗雷德里克·布洛特於2013年10月歐洲聯賽期間，準備開球對薩爾斯堡紅牛。

2014年8月8日，巴舒亞伊與法甲球隊馬賽簽署4千5百萬合同，加盟至馬賽。第二日便於法甲首次上場，該場比賽為馬賽對巴斯蒂亞，巴舒亞伊在比賽剩餘11分鐘時替換迪米特里·帕耶特上場，而馬賽最以3-2擊敗巴斯蒂亞。10月29日於2014–15年法國聯賽盃對雷恩時，巴舒亞伊踢進於馬賽的第一球，然而馬賽最後以1-2不敵雷恩。儘管巴舒亞伊很少上場，在2014–15年法甲聯賽初期仍踢進9球。2015年2月22日對圣艾蒂安，在第62分鐘替換安德雷-皮埃爾·基格納上場不到五分鐘內，巴舒亞伊連續踢進2球，而馬賽最後以2-2與圣艾蒂安打平。2015年三月期間，馬賽分別以6-1及4-0大勝土魯斯與朗斯，而巴舒亞伊在這兩場皆踢進兩球。
2015年8月23日，巴舒亞伊在2015–16年法甲賽季成為首位梅開二度的球員，該場比賽馬賽最後以6-0大勝特魯瓦。馬賽主席文森·拉布吕内在賽後道出「世界前15名足球俱樂部不可能不對巴舒亞伊感到興趣。他是夏季交易期最多球隊尋求交易的球員之一，但他不想離開這裡。他已經在球場上證明自己的身價，若是有俱樂部想要他，那麼就不得不支付5千萬歐元。」在賽季中期，巴舒亞伊只花19場就進11球，當時進球排行只落後於巴黎聖日耳曼的著名前鋒茲拉坦·伊布拉希莫維奇，而當時馬賽在聯賽排行第10名，巴黎聖日耳曼則是第1名。賽季結束時， 巴舒亞伊進17球，並在2015–16年法國盃出賽5場進2球，其中一球是在2016年5月21日於決賽對巴黎聖日耳曼時，但馬賽最後以2-4輸掉比賽。

### 切爾西
2016年4月，英超球隊西漢姆聯對巴舒亞伊感到興趣，開出2千8百萬歐元的合約，有意簽屬巴舒亞伊。兩個月後，同是英超的水晶宮開出3千8百萬歐元的轉會費，有意延攬巴舒亞伊，而此時義甲豪門尤文圖斯也開出同樣的價碼要搶巴舒亞伊。雖然巴舒亞伊同意水晶宮的價碼，但是他仍不想加盟水晶宮，直到英超的切爾西開出4千萬歐元的轉會費條件後，巴舒亞伊同意加盟至切爾西。並在2016年歐洲國家盃為國家隊參賽結束後，開始進行球團體測。
7月3日，巴舒亞伊與切爾西簽署5年合同，同時也是切爾西新總教練安東尼奧·孔蒂執教期間第一位簽署進來的球員，孔蒂聲稱此舉是為了讓球隊能重回英超賽季冠軍與歐冠聯賽資格。巴舒亞伊補充說道，他渴望與中場奧斯卡並肩作戰。在季前賽時，巴舒亞伊便加盟至切爾西，並在7月20日與禾夫斯貝加進行友誼賽期間，首次替切爾西上場。在之後對ATUS费拉赫（Atus Ferlach）友誼賽期間，巴舒亞伊踢進2球，這是他加盟切爾西後的首次進球，該場比賽切爾西最後以8-0大勝。
2017/18球季季中，在車路士一直缺乏正選機會的前鋒巴舒亞伊，在球隊獲得基奧特來投後，決定轉戰德甲外借多蒙特至季尾，並穿起44號球衣。

## 國際賽生涯
因父母的國籍，巴舒亞伊原本有資格代表剛果民主共和國出賽，但他在2015年3月否定這條選項。巴舒亞伊非常認同自己身為剛果裔，但是他仍寧願替比利時出賽。
巴舒亞伊首次於國家隊上場時間是在2015年3月28日2016年歐洲國家盃外圍賽對賽普勒斯時，他在第77分鐘替換克里斯蒂安·本特克上場，並踢進於國家隊的第1球，終場比利時就以5-0大勝賽普勒斯。巴舒亞伊後來進入2016年歐洲國家盃比利時23人名單內，並在6月26日16強賽對匈牙利時有精彩表現，憑著伊登·夏薩特的助攻，巴舒亞伊踢進1球，終場比利時就以4-0擊敗匈牙利，晉級8強賽。
2018年6月，比利時國家隊公布了征戰俄羅斯世界盃的23人大名單，巴舒亞伊入選。比利時最終獲得季軍。
2021年5月17日，巴楚瓦伊被列入2020年欧洲杯比利時國家隊的最终26人名单。

## 個人球風
巴舒亞伊的球風類似於象牙海岸籍球星迪迪埃·德羅巴。2015年12月，442雜誌分析兩人的能力，包括速度、力量、定位、連貫攻擊等，雖然總體能力略遜德羅巴，但是巴舒亞伊的能力仍非常可觀。

## 個人生活
巴舒亞伊的綽號為“蝙蝠俠”。他有一位弟弟亞倫·樂雅·伊斯卡同樣司職前鋒，在巴舒亞伊離開馬賽後，從安德列治外借至馬賽，並於2018年轉會圖盧茲。

## 軼事
巴舒亞伊在2018年世界杯G組分組賽中對英格蘭時正選上陣，當隊友贊奴沙射入奠定勝局的一球後，巴舒亞伊欲把球大力踢飛以洩興奮之情，卻不慎把球踢到門柱上，皮球更反彈打中自己臉部，導致巴舒亞伊成為笑柄，更有球迷要求未來推出的FIFA2019遊戲把這個動作列為慶祝動作之一。
巴舒亞伊個人非常喜歡海綿寶寶與蝙蝠俠，並常分享海綿寶寶的服飾穿著與日常用品，還曾被媒體拍到，穿著海綿寶寶圖案的內褲上場比賽。

## 生涯數據
最後更新：2017年5月21日
| 球會     | 賽季      | 聯賽     | 聯賽 | 聯賽 | 盃賽 | 盃賽 | 聯賽盃 | 聯賽盃 | 歐洲賽事 | 歐洲賽事 | 總計 | 總計 | 總計 | 總計 |
| 球會     | 賽季      | 聯賽     | 出場 | 進球 | 出場 | 進球 | 出場   | 進球   | 出場     | 進球     | 出場 | 進球 | 出場 | 進球 |
| -------- | --------- | -------- | ---- | ---- | ---- | ---- | ------ | ------ | -------- | -------- | ---- | ---- | ---- | ---- |
| 標準列治 | 2010–11年 | 比甲     | 2    | 0    | 0    | 0    | —      | —      | —        | —        | —    | —    | 2    | 0    |
| 標準列治 | 2011–12年 | 比甲     | 23   | 6    | 2    | 2    | —      | —      | 8        | 1        | 0    | 0    | 33   | 9    |
| 標準列治 | 2012–13年 | 比甲     | 34   | 12   | 2    | 0    | —      | —      | —        | —        | —    | —    | 36   | 12   |
| 標準列治 | 2013–14年 | 比甲     | 38   | 21   | 1    | 0    | —      | —      | 10       | 2        | —    | —    | 49   | 23   |
| 標準列治 | 總計      | 總計     | 97   | 39   | 5    | 2    | —      | —      | 18       | 3        | 0    | 0    | 120  | 44   |
| 馬賽     | 2014–15年 | 法甲     | 26   | 9    | 1    | 0    | 1      | 1      | —        | —        | —    | —    | 28   | 10   |
| 馬賽     | 2015–16年 | 法甲     | 36   | 17   | 5    | 2    | 2      | 0      | 7        | 4        | —    | —    | 50   | 23   |
| 馬賽     | 總計      | 總計     | 62   | 26   | 6    | 2    | 3      | 1      | 7        | 4        | —    | —    | 78   | 33   |
| 切爾西   | 2016–     | 英超     | 20   | 5    | 4    | 2    | 3      | 2      | —        | —        | —    | —    | 27   | 9    |
| 生涯總計 | 生涯總計  | 生涯總計 | 178  | 70   | 15   | 6    | 6      | 3      | 25       | 7        | 0    | 0    | 224  | 85   |

1. ↑  於歐洲冠軍聯賽出場一次
2. 1 2 3  於欧足联欧洲联赛出場

### 國際賽
最後更新：2018年7月10日
| 國家隊     | 年分 | 出場 | 進球 |
| ---------- | ---- | ---- | ---- |
| 比利時 U21 | 2012 | 4    | 3    |
| 比利時 U21 | 2013 | 7    | 2    |
| 比利時 U21 | 2014 | 2    | 2    |
| 比利時 U21 | 總計 | 13   | 7    |
| 比利時     | 2015 | 2    | 2    |
| 比利時     | 2016 | 7    | 1    |
| 比利時     | 2017 | 4    | 2    |
| 比利時     | 2018 | 6    | 3    |
| 比利時     | 總計 | 19   | 8    |

### 國際賽進球
比分與結果左方數字代表比利時
| 進球 | 日期           | 場館                           | 對手     | 比分 | 結果 | 賽事                   |        |
| ---- | -------------- | ------------------------------ | -------- | ---- | ---- | ---------------------- | ------ |
| 1.   | 2015年3月28日  | 比利時布魯塞爾博杜安國王體育場 | 賽普勒斯 | 5–0  | 5–0  | 2016年歐洲國家盃外圍賽 | [ 40 ] |
| 2.   | 2015年11月13日 | 比利時布魯塞爾博杜安國王體育場 | 義大利   | 3–1  | 3–1  | 友誼賽                 | [ 41 ] |
| 3.   | 2016年6月26日  | 法國土魯斯土魯斯市政球場       | 匈牙利   | 2–0  | 4–0  | 2016年歐洲國家盃       | [ 32 ] |

## 榮譽

### 球會
車路士
- 英格蘭超級聯賽冠軍：2016–17[42]

華倫西亞
- 西班牙國王盃冠軍：2018–19

比錫達斯
- 土耳其超級盃冠軍：2021

費倫巴治
- 土耳其盃冠軍：2022–23

### 國家隊
比利時國家隊
- 國際足協世界盃季軍：2018

### 個人
- 乌靴奖（英语：Ebony Shoe Award）：2013–14（英语：2013–14 Belgian Pro League）

## 外部連結
- 米查·巴舒亞伊的X（前Twitter）
- 米奇·巴舒亞伊 法國聯賽統計 （页面存档备份，存于）於lfp.fr
- Michy Batshuayi stats （页面存档备份，存于） at the Royal Belgian Football Association
- Soccerway資料庫：米查·巴舒亞伊
- Michy Batshuayi （页面存档备份，存于） at Topforward
- 巴舒亞伊轉會消息:  （页面存档备份，存于）